# Bahnradsport-Weltmeisterschaften 1924
Die Bahnradsport-Weltmeisterschaften 1924 fanden in Paris auf der Radrennbahn im Prinzenparkstadion statt. Am 3. August 1924 wurden die Sprint-Rennen ausgetragen, am 10. August die Steherrennen.
Bei diesen Weltmeisterschaften waren erneut – wie schon von 1920 bis 1922 – keine deutschen Sportler am Start. Bei den Profis lag der Grund in heftigen Querelen zwischen dem Verband Deutscher Radrennbahnen (VDR) sowie der Vertretung der Berufsrennfahrer, dem „Deutschen Rennfahrer-Verband“ (DRV), so dass keine deutschen Fahrer nominiert wurden. Im Amateurbereich waren keine Deutschen dabei, weil das Organisationskomitee der Weltmeisterschaften identisch war mit dem der Sommerspiele 1924, ebenfalls in Paris, zu denen deutsche Fahrer nach dem Ersten Weltkrieg wie schon zu den Spielen 1920 in Antwerpen nicht geladen worden waren.
Berufsfahrer
| Disziplin                 | Platz | Land        | Athlet              |
| ------------------------- | ----- | ----------- | ------------------- |
| Fliegerrennen über 1000 m | 1     | Niederlande | Piet Moeskops       |
|                           | 2     | Schweiz     | Ernst Kaufmann      |
|                           | 3     | Frankreich  | Maurice Schilles    |
| Steherrennen über 100 km  | 1     | Belgien     | Victor Linart       |
|                           | 2     | Frankreich  | Georges Sérès       |
|                           | 3     | Italien     | Leopoldo Torricelli |

Amateure
| Disziplin                 | Platz | Land                   | Athlet          |
| ------------------------- | ----- | ---------------------- | --------------- |
| Fliegerrennen über 1000 m | 1     | Frankreich             | Lucien Michard  |
|                           | 2     | Frankreich             | Lucien Faucheux |
|                           | 3     | Vereinigtes Königreich | Herbert Fuller  |